# Gobiesocoidei
A Gobiesocidae a csontos halak (Osteichthyes) főosztályának sugarasúszójú halak (Actinopterygii) osztályába tartozó család.

## Rendszerezés
A családba az alábbi nemek és fajok tartoznak.

### Gobiesocidae
- Acyrtops - 2 faj
  - Acyrtops amplicirrus
  - Acyrtops beryllinus

- Acyrtus - 3 faj
  - Acyrtus artius
  - Acyrtus pauciradiatus
  - Acyrtus rubiginosus

- Alabes - 11 faj
  - Alabes bathys
  - Alabes brevis
  - Alabes dorsalis
  - Alabes elongata
  - Alabes gibbosa
  - Alabes hoesei
  - Alabes obtusirostris
  - Alabes occidentalis
  - Alabes parvulus
  - Alabes scotti
  - Alabes springeri

- Apletodon - 5 faj
  - Apletodon dentatus bacescui
  - Apletodon dentatus dentatus
  - Apletodon incognitus
  - Apletodon microcephalus
  - Apletodon pellegrini

- Arcos - 5 faj
  - Arcos decoris
  - Arcos erythrops
  - Arcos macrophthalmus
  - Arcos poecilophthalmos
  - Arcos rhodospilus

- Aspasma - 1 faj
  - Aspasma minima

- Aspasmichthys - 1 faj
  - Aspasmichthys ciconiae

- Aspasmodes - 1 faj
  - Aspasmodes briggsi

- Aspasmogaster - 4 faj
  - Aspasmogaster costata
  - Aspasmogaster liorhyncha
  - Aspasmogaster occidentalis
  - Aspasmogaster tasmaniensis

- Chorisochismus - 1 faj
  - Chorisochismus dentex

- Cochleoceps - 5 faj
  - Cochleoceps bassensis
  - Cochleoceps bicolor
  - Cochleoceps orientalis
  - Cochleoceps spatula
  - Cochleoceps viridis
- Conidens - 2 faj
  - Conidens laticephalus
  - Conidens samoensis
- Creocele - 1 faj
  - Creocele cardinalis
- Dellichthys - 1 faj
  - Dellichthys morelandi
- Derilissus -  4 faj
  - Derilissus altifrons
  - Derilissus kremnobates
  - Derilissus nanus
  - Derilissus vittiger
- Diademichthys - 1 faj
  - Diademichthys lineatus
- Diplecogaster -  5 faj
  - Diplecogaster bimaculata bimaculata
  - Diplecogaster bimaculata euxinica
  - Diplecogaster bimaculata pectoralis
  - Diplecogaster ctenocrypta
  - Diplecogaster megalops
- Diplocrepis - 1 faj
  - Orange clingfish, Diplocrepis puniceus
- Discotrema - 1 faj
  - Discotrema crinophila
- Eckloniaichthys - 1 faj
  - Eckloniaichthys scylliorhiniceps
- Gastrocyathus - 1 faj
  - Gastrocyathus gracilis
- Gastrocymba - 1 faj
  - Gastrocymba quadriradiata
- Gastroscyphus - 1 faj
  - Gastroscyphus hectoris
- Gobiesox - 29 faj
  - Gobiesox adustus
  - Gobiesox aethus
  - Gobiesox barbatulus
  - Gobiesox canidens
  - Gobiesox crassicorpus
  - Gobiesox daedaleus
  - Gobiesox eugrammus
  - Gobiesox fluviatilis
  - Gobiesox fulvus
  - Gobiesox juniperoserrai
  - Gobiesox juradoensis
  - Gobiesox lucayanus
  - Gobiesox maeandricus
  - Gobiesox marijeanae
  - Gobiesox marmoratus
  - Gobiesox mexicanus
  - Gobiesox milleri
  - Gobiesox multitentaculus
  - Gobiesox nigripinnis
  - Gobiesox nudus
  - Gobiesox papillifer
  - Gobiesox pinniger
  - Gobiesox potamius
  - Gobiesox punctulatus
  - Gobiesox rhessodon
  - Gobiesox schultzi
  - Gobiesox stenocephalus
  - Gobiesox strumosus
  - Gobiesox woodsi
- Gouania - 1 faj
  - Gouania willdenowi
- Gymnoscyphus - 1 faj
  - Gymnoscyphus ascitus
- Haplocylix - 1 faj
  - Haplocylix littoreus
- Kopua - 2 faj
  - Kopua kuiteri
  - Kopua nuimata

- Lecanogaster - 1 faj
  - Lecanogaster chrysea

- Lepadichthys - 10 faj
  - Lepadichthys bolini
  - Lepadichthys caritus
  - Lepadichthys coccinotaenia
  - Lepadichthys ctenion
  - Lepadichthys erythraeus
  - Lepadichthys frenatus
  - Lepadichthys lineatus
  - Lepadichthys minor
  - Lepadichthys sandaracatus
  - Lepadichthys springeri

- Lepadogaster - 4 faj
  - Lepadogaster candolii
  - Lepadogaster lepadogaster
  - Lepadogaster purpurea
  - Lepadogaster zebrina

- Liobranchia - 1 faj
  - Liobranchia stria

- Lissonanchus - 1 faj
  - Lissonanchus lusheri

- Modicus - 2 faj
  - Modicus minimus
  - Modicus tangaroa

- Opeatogenys - 2 faj
  - Opeatogenys cadenati
  - Opeatogenys gracilis

- Parvicrepis - 1 faj
  - Parvicrepis parvipinnis

- Pherallodichthys - 1 faj
  - Pherallodichthys meshimaensis

- Pherallodiscus - 2 faj
  - Pherallodiscus funebris
  - Pherallodiscus varius

- Pherallodus - 2 faj
  - Pherallodus indicus
  - Pherallodus smithi

- Posidonichthys - 1 faj
  - Posidonichthys hutchinsi

- Propherallodus - 1 faj
  - Propherallodus briggsi

- Rimicola - 5 faj
  - Rimicola cabrilloi
  - Rimicola dimorpha
  - Rimicola eigenmanni
  - Rimicola muscarum
  - Rimicola sila

- Sicyases - 3 faj
  - Sicyases brevirostris
  - Sicyases hildebrandi
  - Sicyases sanguineus

- Tomicodon - 22 faj
  - Tomicodon absitus
  - Tomicodon abuelorum
  - Tomicodon australis
  - Tomicodon bidens
  - Tomicodon boehlkei
  - Tomicodon briggsi
  - Tomicodon chilensis
  - Tomicodon clarkei
  - Tomicodon cryptus
  - Tomicodon eos
  - Tomicodon fasciatus
  - Tomicodon humeralis
  - Tomicodon lavettsmithi
  - Tomicodon leurodiscus
  - Tomicodon myersi
  - Tomicodon petersii
  - Tomicodon prodomus
  - Tomicodon reitzae
  - Tomicodon rhabdotus
  - Tomicodon rupestris
  - Tomicodon vermiculatus
  - Tomicodon zebra

- Trachelochismus - 3 faj
  - Trachelochismus aestuarium Conway, Stewart & King 2017[1]
  - Trachelochismus melobesia
  - Trachelochismus pinnulatus